# Linje-øerne
Linje-øerne er en kæde af 11 atoller og lave koraløer i det centrale Stillehav syd for Hawaii. De strækker sig 2.350 km i nordvestlig-sydøstlig retning, hvilket gør dem til en af verdens længste økæder. 8 af øerne tilhører til Kiribati, mens de resterende 3 er en del af USA's ydre småøer under USA.
De øer som hører under Kiribati er i verdens tidligste tidszone, UTC+14:00. Klokkeslættet er det samme på Hawaii, men datoen er en dag tidligere. Tiden er 26 timer foran nogle andre øer i Oceanien som Baker Island som bruger UTC−12:00.
USA har tidligere gjort krav på alle Linje-øerne, men kravet blev opgivet i 1979 da USA indgik en venskabsaftale (Treaty of Tarawa) med det nyligt uafhængige Kirabati som anerkendte Kiribatis suverænitet over de fleste af Linje-øerne.
Øgruppen er geografisk delt i tre undergrupper: De Nordlige, Centrale og Sydlige Linjeøer. De Centrale Linjeøer er nogle gange grupperet sammen med de sydlige Linjeøer. Tabeller herunder viser øerne fra nord til syd.
| Atol/ø/rev                           | Ø-areal km² | Lagune km² | Indbyggere | Koordinater                           | Status                                      |
| ------------------------------------ | ----------- | ---------- | ---------- | ------------------------------------- | ------------------------------------------- |
| Nordlige Linje-øer (Fanning's Group) |             |            |            |                                       |                                             |
| Kingman Reef                         | 0.01        | 60         | 0          | 6°24′N 162°24′V / 6.400°N 162.400°V   | Territorium under USA                       |
| Palmyra Atoll                        | 3.9         | 8          | 4          | 5°52′N 162°6′V / 5.867°N 162.100°V    | Territorium under USA                       |
| Teraina (Washington Island)          | 9.55        | 2*         | 1,155      | 4°43′N 160°24′V / 4.717°N 160.400°V   | Del af Kiribati                             |
| Tabuaeran (Fanning Island)           | 33.73       | 110        | 2,539      | 3°52′N 159°22′V / 3.867°N 159.367°V   | Del af Kiribati                             |
| Kiritimati (Christmas Island)        | 388.39      | 217.61     | 5,115      | 1°53′N 157°24′V / 1.883°N 157.400°V   | Del af Kiribati                             |
| Centrale Linje-øer                   |             |            |            |                                       |                                             |
| Jarvis Island                        | 5           | -          | 0          | 0°22′S 160°03′V / 0.367°S 160.050°V   | Territorium under USA                       |
| Malden Island                        | 39.3        | 13*        | 0          | 4°01′S 154°59′V / 4.017°S 154.983°V   | Del af Kiribati                             |
| Filipporevet                         | -           | 1.5        | 0          | 5°30′S 151°50′V / 5.500°S 151.833°V   | Uden for økonomisk zone (eksistens usikker) |
| Starbuck Island                      | 16.2        | 4*         | 0          | 5°37′S 155°56′V / 5.617°S 155.933°V   | Del af Kiribati                             |
| Sydlige Linje-øer                    |             |            |            |                                       |                                             |
| Caroline Island                      | 3.76        | 6.3        | 0          | 9°57′S 150°13′V / 9.950°S 150.217°V   | Del af Kiribati                             |
| Vostok Island                        | 0.24        | -          | 0          | 10°06′S 152°25′V / 10.100°S 152.417°V | Del af Kiribati                             |
| Flint Island                         | 3.2         | 0.01*      | 0          | 11°26′S 151°48′V / 11.433°S 151.800°V | Del af Kiribati                             |
| Linje-øerne i alt                    | 503.28      | 422.42     | 8,813      |                                       |                                             |

* Lagunearealerne mærket med en stjerne er indeholdt i ø-arealet i den foregående kolonne fordi de, i modsætning til typiske atoller, er indlandssøer afskåret fra havet.
Kiritimati er den største atol i verden med hensyn til landareal. Øerne blev annekteret af Storbritannien i 1888 med henblik på at lægge et telegrafkabel under Stillehavet med Tabuaeran (dengang Fanning Island) som relæstation. Kablet blev lagt og var i brug fra 1902 til 1963 på nær en kort periode i 1914.
Kopra, tang og akvariefisk udgør de vigtigste eksportvarer.